# Klostergut Winningen

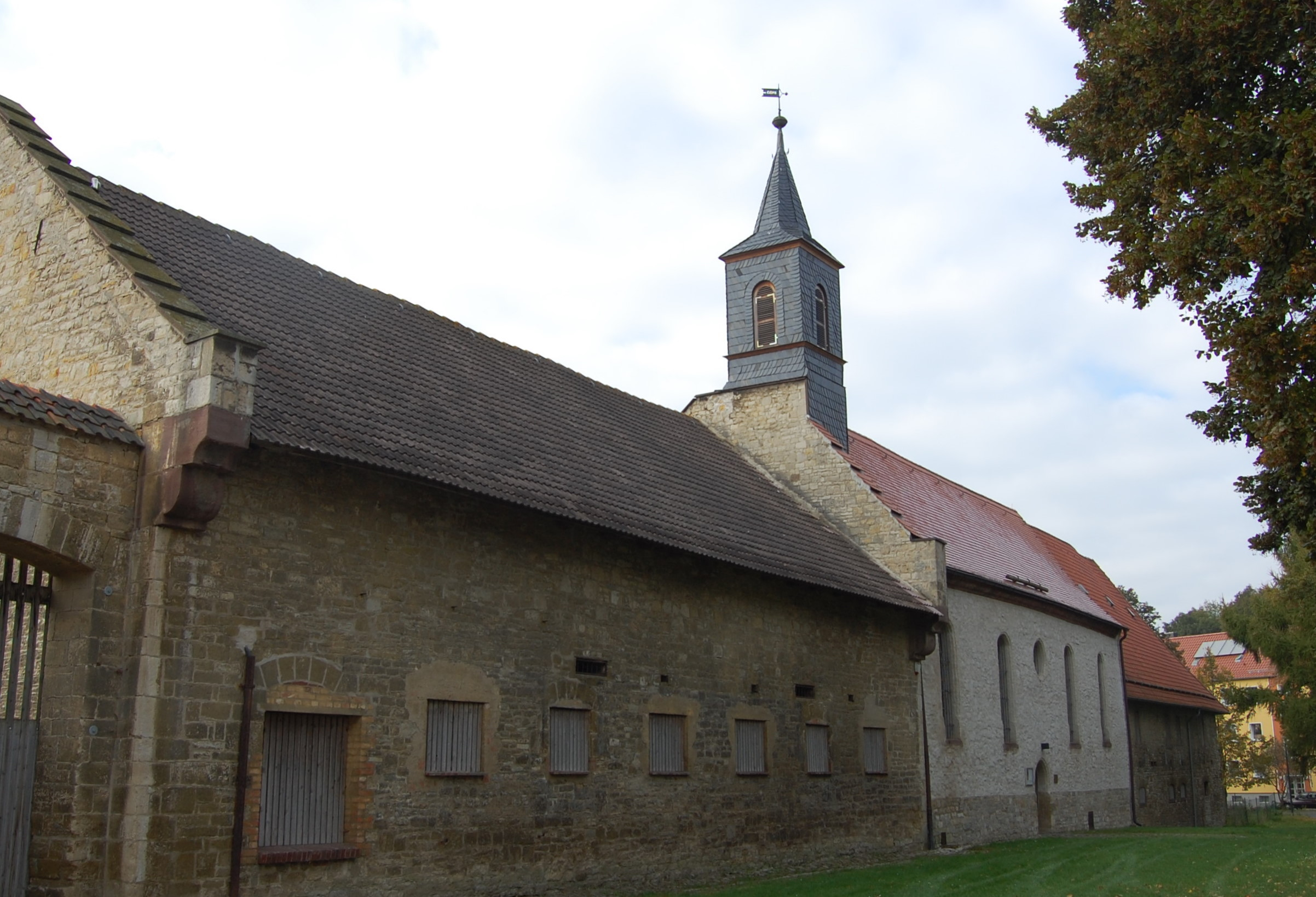
Klostergut Winningen, Nordseite mit Kapelle

Das Klostergut Winningen ist ein ehemaliges Klostergut im Ortsteil Winningen der Stadt Aschersleben in Sachsen-Anhalt. Die Kapelle des Klosters dient heute als evangelische Kirche und gehört zum Kirchspiel Aschersleben des Kirchenkreises Egeln der Evangelischen Kirche in Mitteldeutschland.

## Lage
Das Klostergut befindet sich am westlichen Rand des Dorfes Winningen an der Adresse Unter den Linden 28.

## Architektur und Geschichte
Die weiträumige Hofanlage entstand als wirtschaftliches Außenwerk des Zisterzienserklosters Michaelstein. Zur Anlage gehört ein klassizistisches Herrenhaus aus dem Jahr 1826 sowie aus Feldsteinen errichtete Scheunen.
Auf der Nordseite des Hofs befindet sich die im Jahr 1687 vermutlich auf dem Fundament eines Vorgängerbaus aus Feldsteinen errichtete einschiffige verputzte Stephanskapelle. Auf dem Ostende des schmalen, aber hohen Schiffs ist ein Dachreiter aufgesetzt. Der Chor schließt gerade ab.
Das Innere der Kapelle wird von einer an einen Sargdeckel erinnernden hölzernen Decke überspannt. Die Ausstattung stammt aus dem Barock. Die beschnitzte Kanzelaltarwand entstand bereits um 1687. Sie verfügt über seitliche Durchgänge. Die Kanzel befindet sich zwischen gedrehten Säulen. Die Brüstungsfelder der Kanzel sind mit Reliefs verziert. Sie zeigen Christus mit der Weltkugel und den vier Evangelisten. Der Schalldeckel wird aus Akanthuszweigen gebildet. Oberhalb des Schalldeckels ist ein die Kreuzigung zeigendes Gemälde zu sehen. Links des Bildes steht eine Marienskulptur. Auf der rechten Seite befindet sich eine Skulptur des Johannes. In einem Sprenggiebel ist als Bekrönung ein triumphierender Christus dargestellt. Seitlich der Kanzel sind lebensgroß ausgeführte Skulpturen von Petrus und Paulus angeordnet. Auch die übrige Innenausstattung entstand im 17. und 18. Jahrhundert.
Im südlichen Teil der von einer Mauer aus Bruchsteinen umgebenen Anlage befindet sich ein Gutspark.
Im örtlichen Denkmalverzeichnis ist der Klosterhof unter der Erfassungsnummer 094 04305 als Baudenkmal eingetragen.